# The Thinning
The Thinning es una película estadounidense de thriller y ciencia ficción de 2016 protagonizada por Peyton List, Logan Paul, Calum Worthy, Matthew Glave y Michael Traynor, que se centra en un futuro postapocalíptico en el que el control de la población se hace cumplir a través de un instituto de la prueba de aptitud. La película se estrenó en Estados Unidos el 12 de octubre de 2016 en YouTube Red.

## Trama
En un futuro próximo, los recursos de la Tierra están casi agotados debido a la sobrepoblación, por lo que la ONU declara que todas las naciones deben reducir su población en un 5% cada año. Mientras que algunos países eliminan a sus ancianos y otros hacen cumplir una política de un solo hijo, en los Estados Unidos, la respuesta es 10-241, más comúnmente conocida como el Thinning, una prueba estandarizada tomada del primer al duodécimo grado. Los que pasan continúan al siguiente grado mientras que los que fallan son ejecutados.
La película está ambientada en Austin, Texas, donde Laina Michaels (Peyton List) está ayudando a un joven llamado Simon para el test de Thinning. Cuando es incapaz de entender el contenido, Laina a regañadientes le vende a Simon una pequeña lente de contacto que resolverá las preguntas en la prueba de Thinning para él. Laina usa este dinero para pagar los tratamientos de su madre enferma. En su camino al examen, Simon es golpeado y su contacto se cae. Los guardias lo están vigilando y es conducido al edificio. Sin la lente de contacto, falla su examen y es ejecutado. Antes de la prueba, Laina se reúne con su amigo Kellan (Calum Worthy), cuyo padre es maestro en su escuela secundaria, y que frecuentemente se registra en la cuenta de su papá para tener acceso a las cámaras de seguridad del establecimiento.
Blake Redding (Logan Paul) es el hijo del gobernador de Texas. Este vive la vida alta, y está saliendo con una chica salvaje llamada Ellie (Lia Marie Johnson). Blake se escapa de su casa para pasar el rato con Ellie una última vez antes del Thinning y se escabullen a una piscina en la cima de una colina. Mientras se besan en el coche, una linterna se enciende sobre ellos, sostenida por uno de los agentes del gobernador Redding. Blake es llevado a casa y dado una conferencia por su padre.
Al día siguiente, la prueba se lleva a cabo y Ellie falla. Blake llama a su padre para tratar de liberar a Ellie pero él se niega. Blake causa una distracción y le grita a Ellie para que huya, pero es bloqueada por los estudiantes en el pasillo y es recapturada, tras lo cual es ejecutada.
Un año más tarde, la madre de Laina ha muerto y la joven está ayudando a su hermana menor, Corrine, para estudiar para su primera prueba. Blake se ha vuelto frío y lejano hacia su padre desde la muerte de Ellie. Se le ve haciendo un video en el que explica que fracasará deliberadamente su examen para castigar a su padre por lo que le pasó a Ellie. Blake deja su cinta en el buzón pero nunca se publica porque los agentes de su padre lo sacan del correo. Cuando el padre de Blake se entera del plan, ordena a sus guardias que pasen a Blake aunque sólo recibió un 15% en la prueba. Laina falla a pesar de haber obtenido el 98% en su examen. A medida que Laina se escapa, la escuela permanece cerrada y las noticias revelan que los padres no tenían información sobre lo que les sucedió a sus estudiantes.
Laina y Blake escapan a través de los respiraderos para evitar a los guardias. Blake, disfrazado de guardia, deja a Laina para ir al Thinning, mientras Laina va a la sala de servidores para revisar las puntuaciones. Para su horror, se enteran de que los resultados de las pruebas no son precisos y han resultado en muertes inocentes y evasivas culpables, incluyendo a Ellie. Mason King y el DPC siguen a Laina hasta el servidor, donde es capturada y llevada de vuelta a la Thinning.
Después de que las fotos de los resultados de Thinning son filtradas a los medios por Kellan, el Gobernador Redding no tiene otra opción que revisar los resultados y ejecutar a todos aquellos que realmente fallaron, incluyendo a Blake. Laina está muy alterada por esto y, después de compartir un beso con Blake, es arrastrada por los guardias. Blake y los otros estudiantes son ejecutados.
Fuera de la escuela que finalmente ha levantado el cierre, Laina finalmente se reúne con Corrine, quien aprobó su examen. Blake se muestra en un gran ascensor que baja profundo bajo la tierra. Cuando se despierta, ve a una chica quitarse una máscara blanca. La joven es Ellie, revelando que los condenados a muerte por el Thinning aún estan vivos, trabajando para la empresa que hace las tabletas para la prueba.

## Reparto
| Actor             | Personaje         |
| ----------------- | ----------------- |
| Logan Paul        | Blake Redding     |
| Peyton List       | Laina Michaels    |
| Calum Worthy      | Kellan Woods      |
| Lia Marie Johnson | Ellie Harper      |
| Matthew Glave     | Gob. Dean Redding |
| Michael Traynor   | Mason King        |
| Aria Lyric Leabu  | Corrine Michaels  |

- Datos: Q24905811
- Multimedia: The Thinning / Q24905811